# Carré des eaux de Wissous

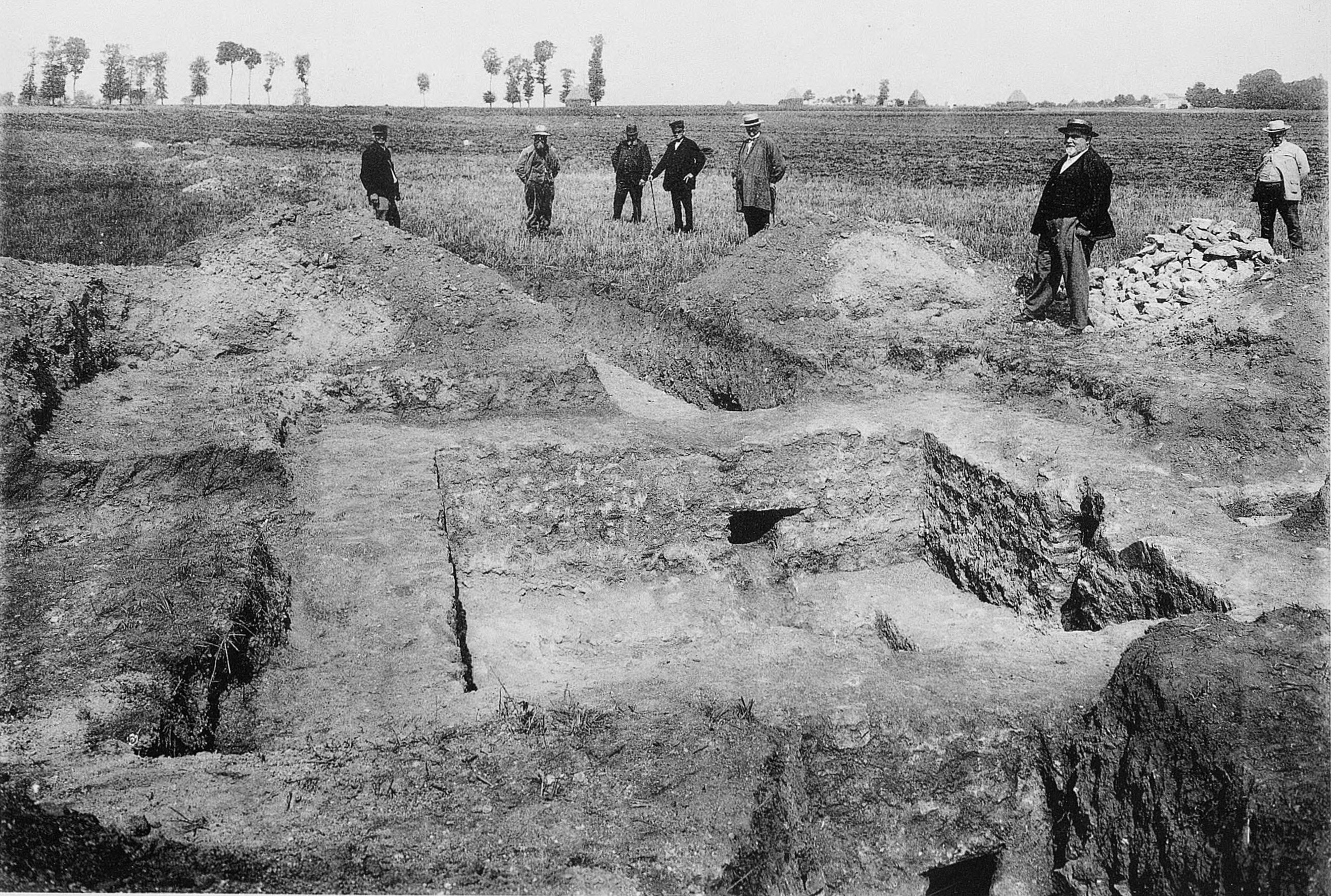
Carré des eaux de Wissous lors de fouilles en 1903.

Le carré des eaux de Wissous, ou carré des eaux gallo-romain, est le point de départ de l'aqueduc de Lutèce. Il est situé à Wissous dans l'Essonne, au sud de la partie enterrée du ru de Rungis, entre la voie des Jumeaux et la voie des Groux.

## Histoire
Pour approvisionner Lutèce (Paris) en eaux de meilleure qualité que l'eau de la Seine, les Romains cherchent à drainer l'eau des sources du sud de la future métropole. L'usage des eaux transitant par l'aqueduc de Lutèce est notamment reconnu pour les thermes de l'Est et les thermes de Cluny.
Oubliés, les restes de ces ouvrages ont été redécouverts au XIXe siècle notamment par le directeur du service des eaux et des égouts de Paris Eugène Belgrand qui en relève le tracé. Ils sont par la suite étudiés plus profondément au tout début XXe siècle par les fouilles de la Commission du Vieux Paris (CVP).

## Description
Ce bassin collecteur rectangulaire récupérait via une série de rigoles les eaux des diverses sources du sud, notamment celles de Chilly et de Morangis.
Le bassin collecteur est lié par une autre rigole au carré des eaux de Rungis, autre bassin collecteur et départ de l'aqueduc Médicis.
Le carré des eaux de Wissous n'est plus visible de nos jours car il est recouvert par des mètres de terres malgré son intérêt historique.

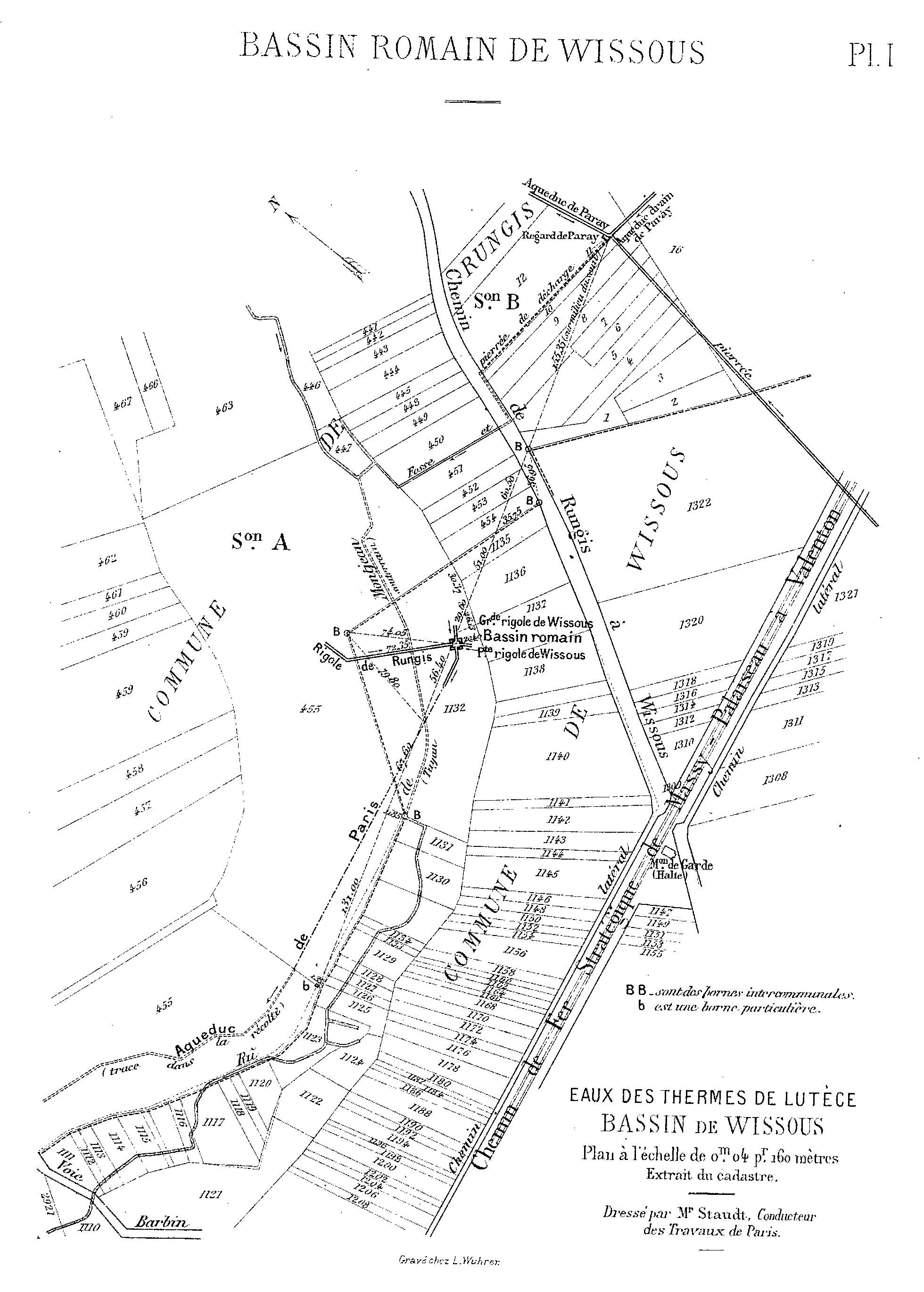
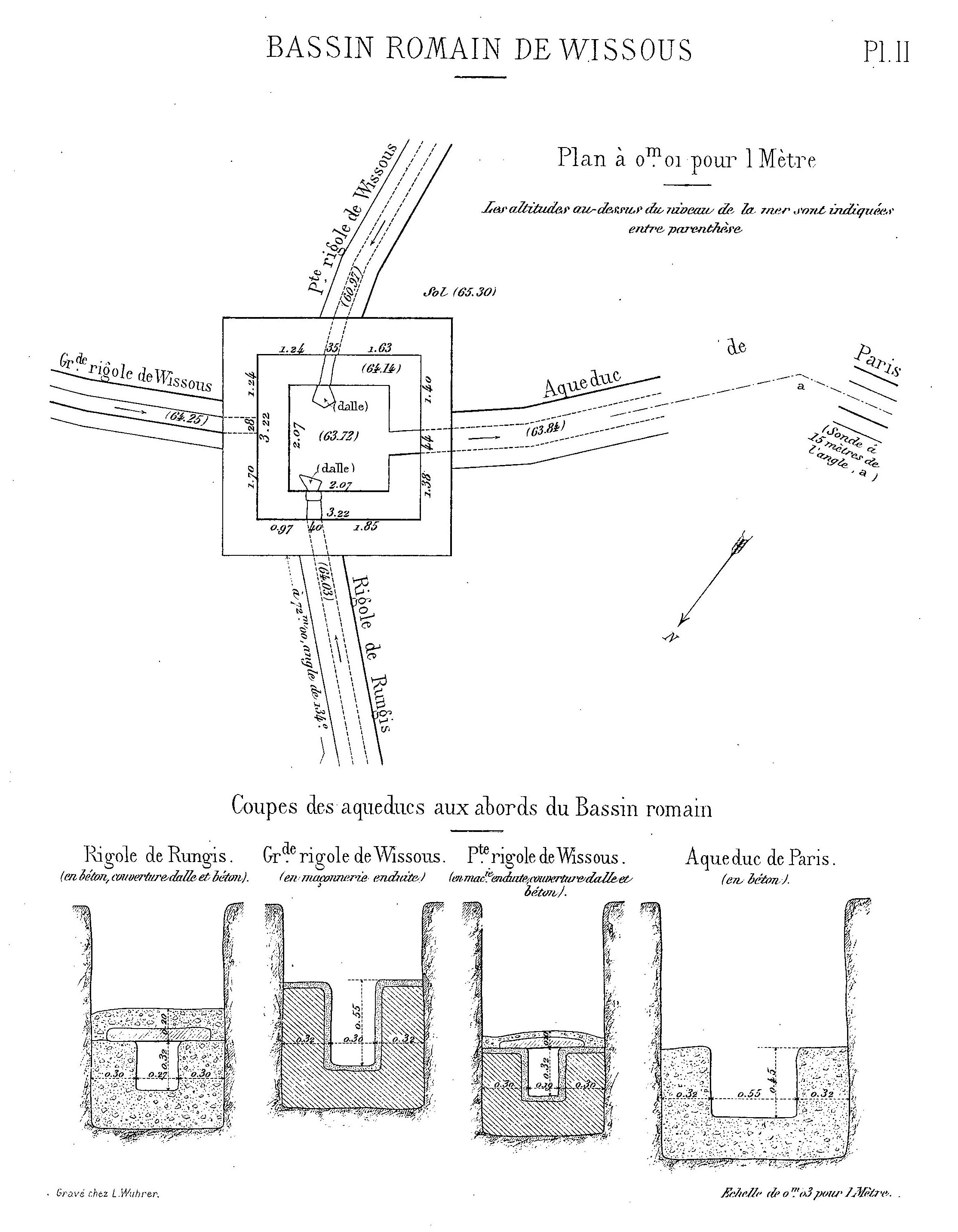
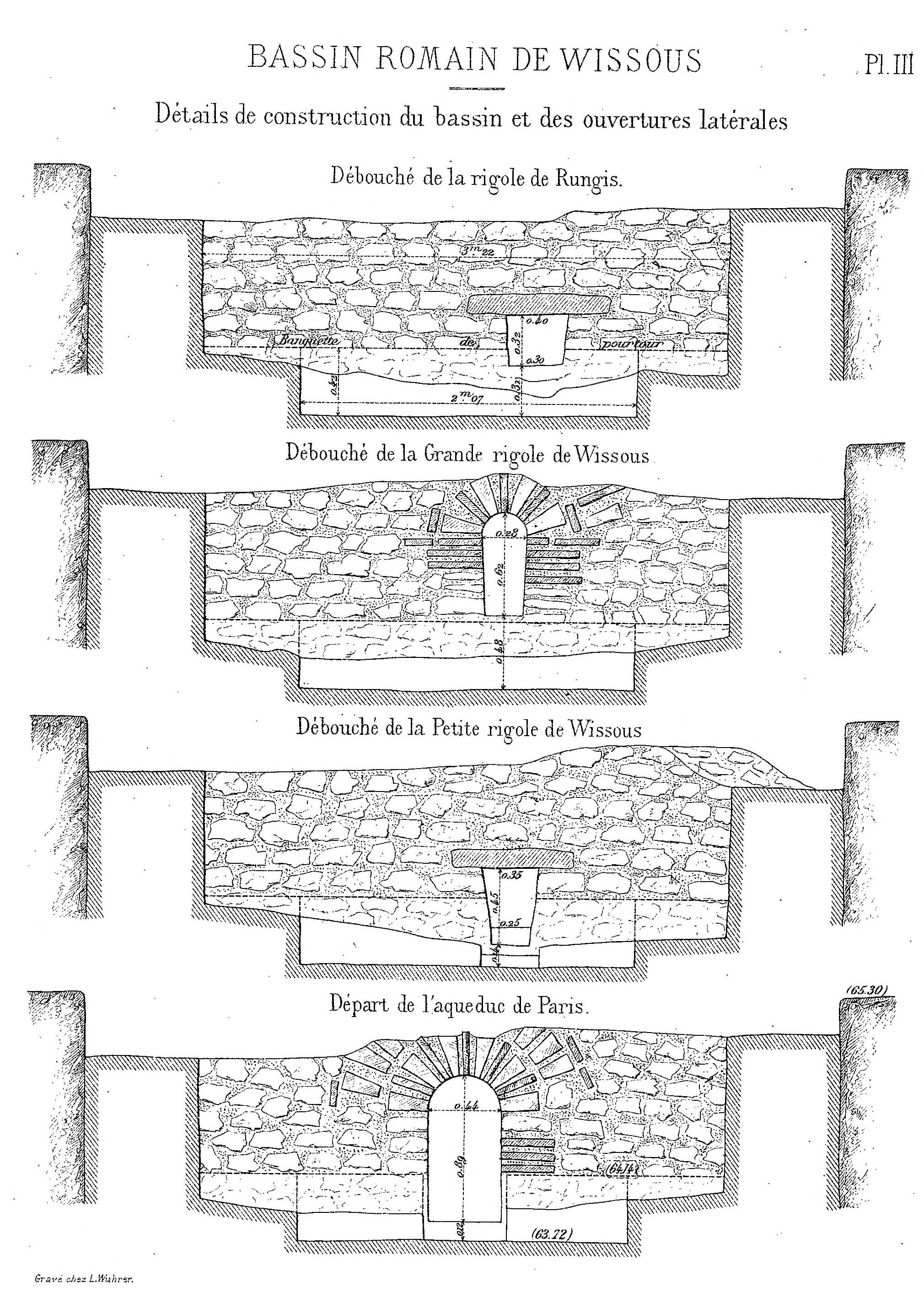

## Bibliographie

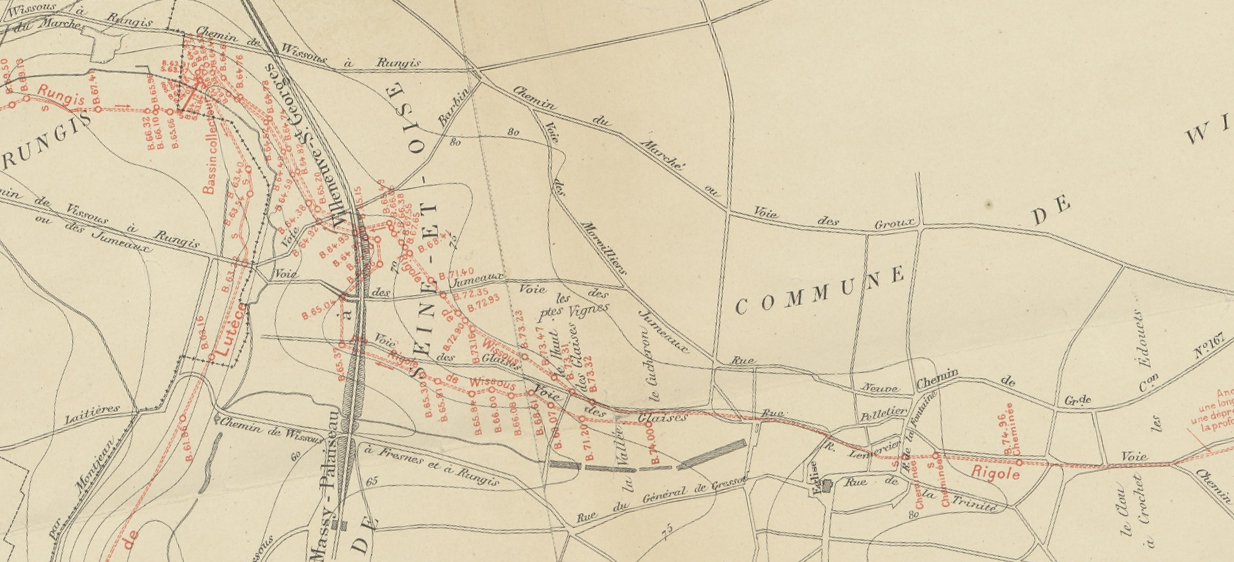
Plan de l'aqueduc romain de Lutèce dressé par MM. Staudt et F. G. de Pachtère.